# パトモス島の聖ヨハネ (ボス)
『パトモス島の聖ヨハネ』（パトモスとうのせいヨハネ、独: Johannes auf Patmos、 英: St. John the Evangelist on Patmos）は、初期ネーデルラント絵画の巨匠ヒエロニムス・ボスが1489年頃にオーク板上に油彩で制作した絵画である。スヘルトーヘンボスのシント・ヤンス聖堂の祭壇画を構成していた作品である。ボスは、聖人を前景に単身で置き、背景に自然の景観を配した一連の聖人画を描いたが、この作品もその1つである。本作は現在、ベルリン絵画館に所蔵されている。

## 祭壇画
この作品は、スヘルトーヘンボスのシント・ヤンス聖堂内の聖母マリア兄弟会の礼拝堂用の祭壇画の一部であったが、おそらく、この祭壇は、17世紀にスヘルトーヘンボスに及んだ宗教画の制限を求めるプロテスタントの波により失われた。
祭壇画は、本作のほかに『荒野の洗礼者聖ヨハネ』 (ラサロ・ガルディアーノ美術館、マドリード)、そして、失われたアドリアン・ファン・ウェセルによる木彫群により構成されていた。この祭壇画は二重扉を持つ構造で、シント・ヤンス聖堂と聖母マリア兄弟会にとって守護聖人として縁のある洗礼者聖ヨハネを表す『荒野の洗礼者聖ヨハネ』と、福音書記者聖ヨハネを表す本作は、祭壇画上部の小さな扉絵だったようである。しかし、2作品は支持体が同じではなく、確定的なものではない。この2点が対作品であるとすれば、真のキリスト教徒にいたる2つの道程のうち、『荒野の洗礼者聖ヨハネ』は「瞑想的な生」を、『パトモス島の聖ヨハネ』は「活動的な生」を表すに違いない。

## 作品

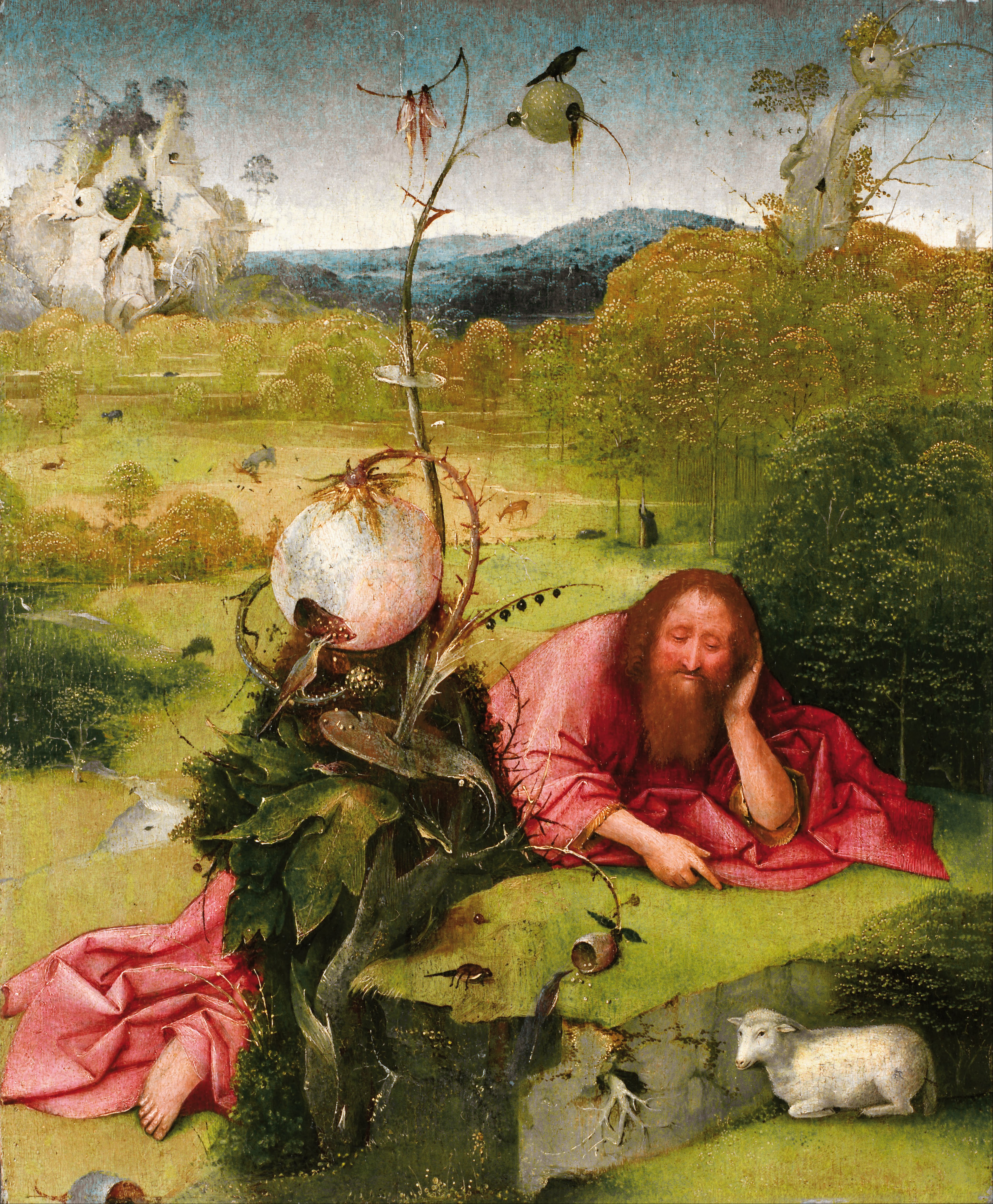
ヒエロニムス・ボス『荒野の洗礼者聖ヨハネ』 (1488年以降) ラサロ・ガルディアーノ美術館、マドリード

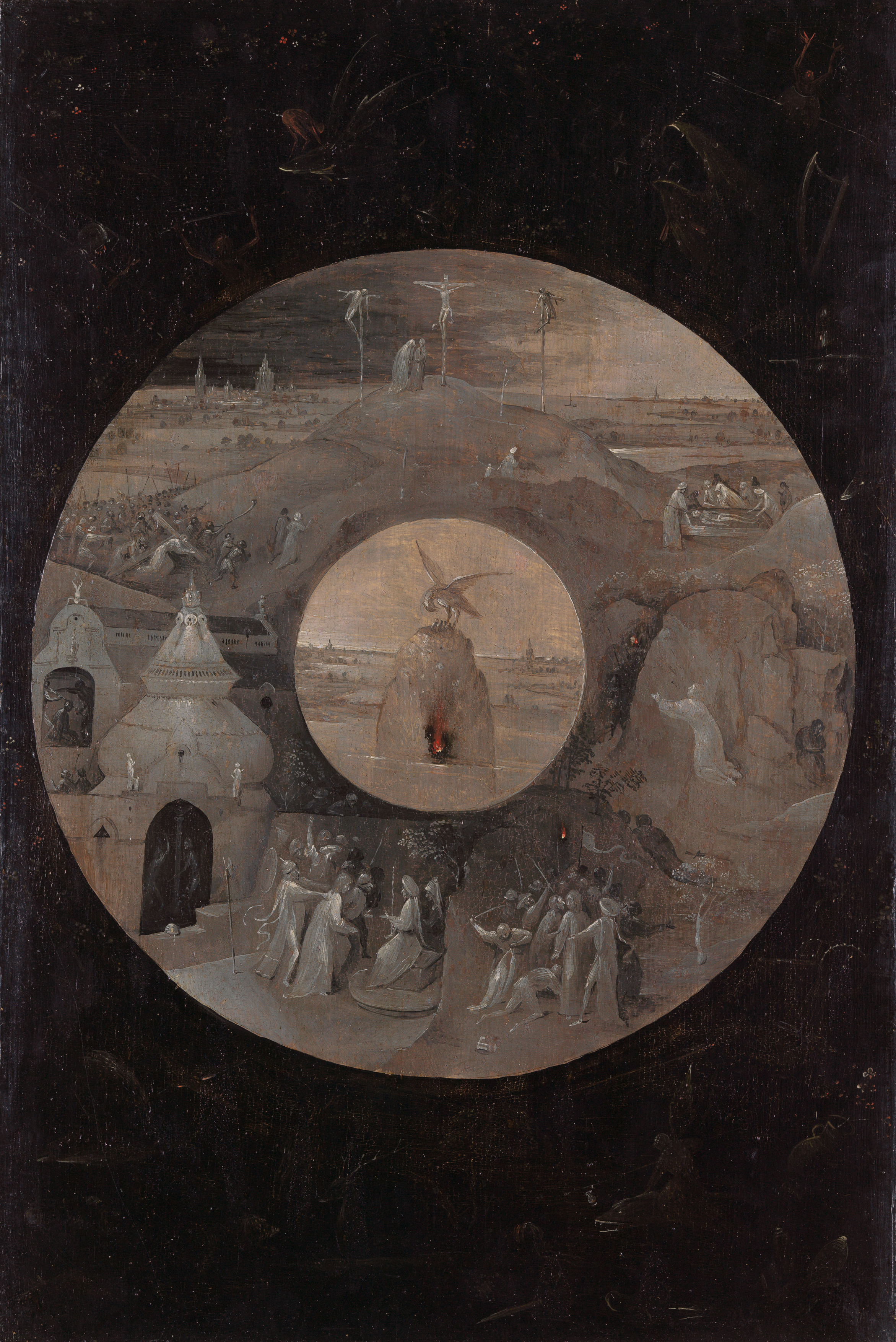
『パトモス島の聖ヨハネ』の裏面、直径39センチ

福音書記者で使徒の聖ヨハネは、ローマ皇帝ドミティアヌスによってエーゲ海の小島パトモス島に追放されるが、そこで神の啓示を得て、「ヨハネ黙示録」を記したと伝えられる。青く映える入り江の都市を背景に、薄赤の長衣姿の若々しい聖ヨハネは、ノートとペンを手にして石の上に座っている。横顔を見せているヨハネは、薄青の天使の導きで、画面左上部で太陽をまとい、月を足の下にした「黙示録の女」(聖母子) の幻影 (ヨハネ黙示録12:1-6) を見ている。
ヨハネの足元に矢立てとインク壺がある。人間の顔をし、鉄の胸当てを着けた、サソリのような尾 (ヨハネ黙示録9:9-10) を持つ怪物が矢立てとインク壺を狙っている。反対側には、福音書記者ヨハネのアトリビュート (特定化する事物) である鷲がいて、怪物を鋭い視線で制している。この怪物のほかにも、遠景の川の左側には燃えている何艘のかの船といった黙示録的な暗示がある。しかし、ヨハネが幻想に浸っている風景は損なわれてはいない。なお、この風景はエーゲ海のギリシャの島というよりも、ボスの生地オランダのアルンヘムやナイメーヘン辺りのライン川下流の低地地域を想起させる。
本作の裏側には、グリザイユによる二重の同心円が描かれ、内側の円にはイエス・キリストを象徴するペリカン、外側の円には「キリストの受難」が描かれている。内側の円の中では高い岩がゴルゴタの丘を象徴し、ペリカンが巣にとまっている。ペリカンは雛を自分の心臓の血で育てるといわれ、伝統的に受難者キリストの象徴であるとされてきた。ペリカンは聖ヨハネの描かれている表側と非常に調和している。というのは、キリストに愛された聖ヨハネは、ダンテが『神曲』天国編で伝えているように、頭をペリカンの胸に載せて眠ったからである。
外側の受難場面は、右から時計回りに「ユダの接吻と「キリストの捕縛」、「ピラトの前のキリスト」、「むち打ち」、「荊冠のキリスト」、「十字架をになうキリスト」を経て、画面上部の「磔刑」、そして「埋葬」までが描かれている。